# Mammea micrantha
Mammea micrantha är en tvåhjärtbladig växtart som först beskrevs av Jean Baptiste Louis Pierre, och fick sitt nu gällande namn av André Joseph Guillaume Henri Kostermans. Mammea micrantha ingår i släktet Mammea och familjen Calophyllaceae. Inga underarter finns listade i Catalogue of Life.